# Dohrniphora transformata
Dohrniphora transformata är en tvåvingeart som beskrevs av Schmitz 1915. Dohrniphora transformata ingår i släktet Dohrniphora och familjen puckelflugor. Inga underarter finns listade i Catalogue of Life.